# Франко, Ольга Фёдоровна (1896)
Ольга Фёдоровна Франко (в девичестве Белевич; 24 июля 1896 — 27 марта 1987) — украинская кулинарка, автор поваренных книг, жена Петра Ивановича Франко.

## Биография
Белевич родилась в селе Выров, окончила частную гимназию. В 1917 году вышла замуж за Петра Франко. В 1920 году переехала в Вену, где после ранения лечился её муж. Окончила в Вене двухлетние кулинарные курсы при Высшей школе сельского хозяйства.
Первой её работой была «Кухня в лагере» (раритетное издание). Лучшим изданием авторства Ольги Франко считается «Первая украинская обще-практическая кухня» (Коломыя, 1929, автор предисловия — Пётр Франко; первое переиздание после Второй мировой войны — Львов, 1990, литературная проработка Оксаны Сенатович, под названием «Практическая кухня»). Другая известная работа — «Всенародная кухня» (Львов, 1937). По структуре это издание отличается от «Практической кухни» — представляет комплексные завтраки, обеды и ужины по временам года.
У Ольги и Петра Франко было две дочери: Вера-Мария (1923—1996) и Иванна (1925—1978).
Ольга Франко активно готовила для семьи до 90-летнего возраста. Умерла 27 марта 1987 года во Львове.